# Oskar Karich
Oskar Karich (* 6. Oktober 1895 in Großbardau; † 1. April 1959 ebenda) war ein Böttchermeister, Unternehmer und Heimatschriftsteller im sächsischen Muldental bei Grimma. Bekannt sind vor allem seine Erzählungen und Gedichte zur regionalen Natur und Heimatgeschichte.

## Leben

### Kindheit und Lehrzeit in Großbardau 1895–1913
Als Sohn des Böttcher-Ehepaares Berta (geb. Schräpler) und Friedrich Oskar Karich besuchte Oskar Karich die Großbardauer Dorfschule bis zu seinem 15. Lebensjahr, danach machte er die Böttcherlehre.

### Walz (Gesellenwanderung)in Thüringen 1913–1914
Das erste Jahr seiner Walz führte Karich nach Arnstadt. Seine Dokumentation „Der letzte Wandergesell“ ist das wohl einzige überlieferte Relikt des Brauchtums wandernder Böttchergesellen.

### Erster Weltkrieg 1914–1918
Der Ausbruch des Krieges zwang Karich zum Abbruch der Walz, Er war Überlebender der tragischen Schlachten von Langemarck und Belgrad.

### Übernahme und Erweiterung der väterlichen Böttcherei 1918–1945
1920 heiratete Karich Margarethe Bauer (1899–1986) aus Eibenstock/Erzgebirge.
Nach dem Tod des Vaters musste Oskar Karich die Übernahme des Betriebes mit 23 Jahren bewältigen. In den Folgejahren gelang dies derart erfolgreich, dass der Neubau größerer Produktionsgebäude, Neueinstellungen und bedeutende technische Innovationen folgten. Für den „nachjustierbaren Fassreifen“ erwarb Karich ein Patent. Die Firma war erfolgreich auf Messen vertreten und es gab eine Rundfunkveranstaltung direkt aus der Großbardauer Böttcherei.
Oskar Karich wirkte mit im Reichsinnungsverband des Böttcherhandwerks sowie im Großbardauer Gemeinderat. Zum 1. April 1933 trat er der NSDAP bei (Mitgliedsnummer 1.737.113).

### Sowjetisches NKWD-Speziallager 1945–1948
Nach Denunziationen wurde Oskar Karich ohne Verurteilung im Oktober 1945 im Speziallager Mühlberg des sowjetischen Geheimdienstes NKWD interniert. Die Böttcherei wurde enteignet. Seelisch und körperlich krank, wurde Oskar Karich am 13. August 1948 aus dem Lager Mühlberg entlassen.

### Lebensabend 1948–1959
Sohn Gerthold hatte den 1946 enteigneten väterlichen Betrieb 1947 von der Landesregierung Sachsen zurückkaufen können. So war es Oskar Karich vergönnt, weiter in Großbardau zu leben, bis er 1959 seinen Depressionen erlag.
Nach der politischen Wende wurde die damalige Enteignung im Rahmen des Entschädigungsverfahrens von der Staatsregierung des Freistaates Sachsen vollständig rehabilitiert.
Unterlagen, die Oskar Karich im Hinblick auf die NS-Zeit belasten könnten, sind bei der Prüfung zum Rehabilitierungsverfahren nicht ermittelt worden.

## Literarische Arbeiten
Karich schrieb Sachtexte zum Böttcherhandwerk, aber auch Gedichte und kurze Erzählungen. Sie erschienen verstreut in Kalendern, Kleinpublikationen und bei anderen Gelegenheiten. Seine Tochter gab aus seinem Nachlass zwei Sammelbände heraus.

## Literarische Werke (Auswahl)
- Holzbearbeitungsmaschinen für das Böttcher- und Küferhandwerk … einmal selbst gebaut, Hertel Bad Gandersheim, 1941 OCLC 907910678
- Erzählungen und Gedichte, herausgegeben von Helge Goerz, Projekte-Verlag Cornelius, 2007 OCLC 858039347
- Ein Dorf erzählt. Heitere Dorfgeschichten, herausgegeben von Helge Goerz, Projekte-Verlag Cornelius, 2008 OCLC 858039722